# United States Medical Licensing Examination
La United States Medical Licensing Examination (Esame di licenza medica degli Stati Uniti) o USMLE è un esame di licenza medica in tre fasi degli Stati Uniti e sponsorizzato dalla Federation of State Medical Boards (federazione medica statale) e della National Board of Medical Examiners (Consiglio nazionale degli esaminatori medici). Ai medici con un dottorato è richiesto di superare l'esame prima che gli venga permesso la pratica medica negli Stati Uniti.
|            | Years of data | Laureati in medicina | (Percentuale di chi supera la prima volta) | Laureati in medicina osteopatica | (Percentuale di chi supera la prima volta) | Laureati in medicina internazionale | (Percentuale di chi supera la prima volta) |
| ---------- | ------------- | -------------------- | ------------------------------------------ | -------------------------------- | ------------------------------------------ | ----------------------------------- | ------------------------------------------ |
| Passo 1    | (2015)        | 94%                  | 96%                                        | 93%                              | 93%                                        | 72%                                 | 78%                                        |
| Passo 2 CK | (2014-2015)   | 94%                  | 96%                                        | 92%                              | 92%                                        | 71%                                 | 75%                                        |
| Passo 2 CS | (2014-2015)   | 96%                  | 96%                                        | 90%                              | 90%                                        | 78%                                 | 80%                                        |
| Passo 3    | (2015)        | 98%                  | 98%                                        | 90%                              | 90%                                        | 78%                                 | 80%                                        |